# Gare de Mantes-la-Jolie
Ne doit pas être confondu avec Gare de Mantes-Station.
La gare de Mantes-la-Jolie est une gare ferroviaire française de la ligne de Paris-Saint-Lazare au Havre, située sur les territoires des communes de Mantes-la-Jolie, Mantes-la-Ville et Buchelay, dans le département des Yvelines, en région Île-de-France. Elle est également à l'origine de la ligne de Mantes-la-Jolie à Cherbourg.
C'est une gare de la Société nationale des chemins de fer français (SNCF), desservie par des TGV inOui et des trains régionaux du réseau TER Normandie, ainsi que par la ligne J du Transilien (réseau Paris-Saint-Lazare) et la ligne N du Transilien (réseau Paris-Montparnasse).

## Situation ferroviaire

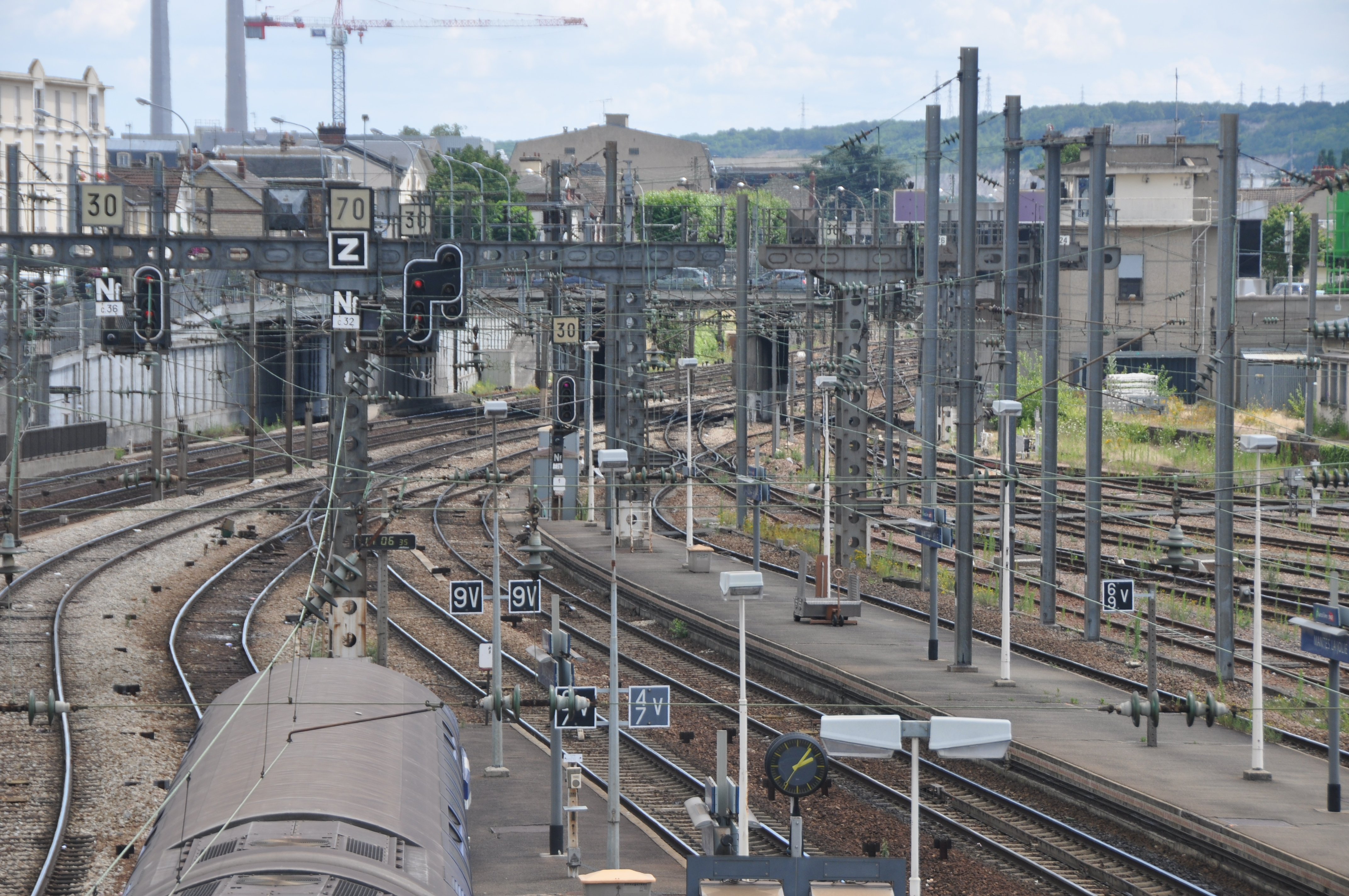
Entrée est de la gare, en 2012.

Établie à 35 mètres d'altitude, la gare de Mantes-la-Jolie est située au point kilométrique (PK) 57,275 de la ligne de Paris-Saint-Lazare au Havre, entre les gares de Mantes-Station et de Rosny-sur-Seine,.
Gare de bifurcation, elle est également l'origine, au PK 57,275, de la ligne de Mantes-la-Jolie à Cherbourg, avant la gare ouverte de Bréval, s'intercale la halte fermée de Ménerville.
Sur la photo ci-contre, on distingue, après le pont, les bifurcations, dites de Caen et d'Argenteuil, qui séparent les deux lignes.

## Histoire
La gare est mise en service le 9 mai 1843 avec l'ouverture de la voie entre la gare de La Garenne-Colombes et la gare de Rouen.

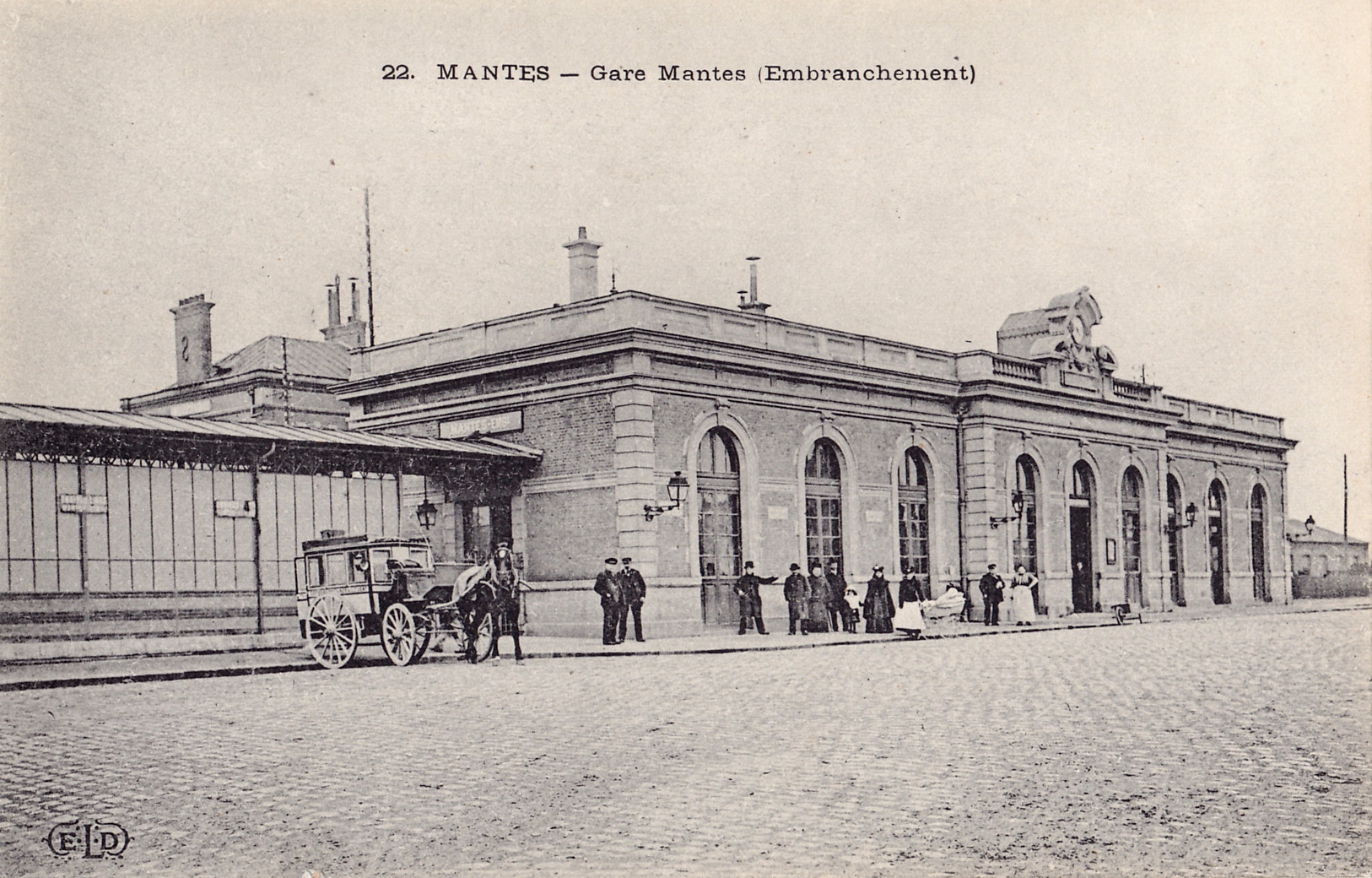
La gare, au début du XXe siècle.
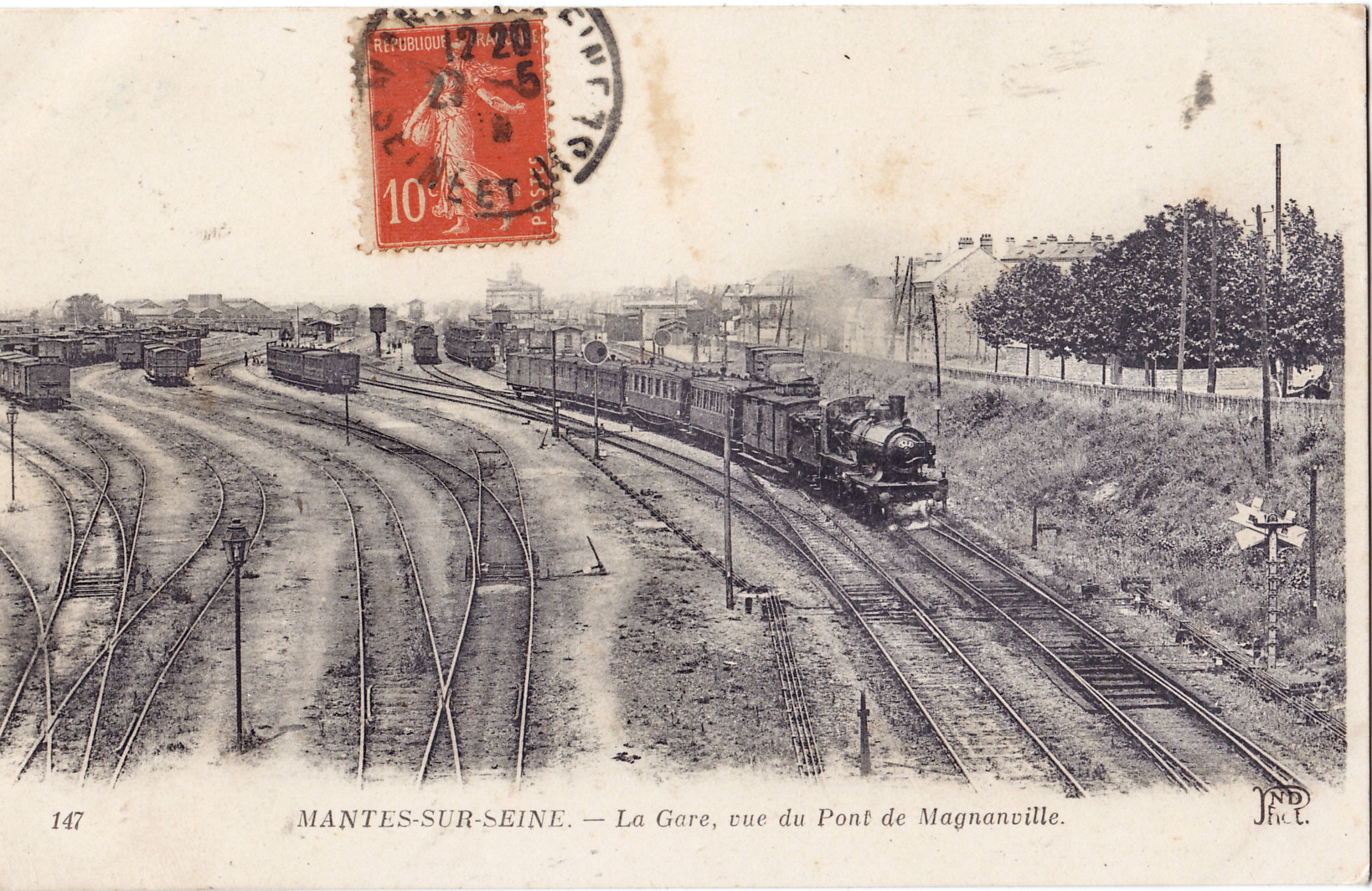
Les installations de la gare, dans les années 1900.

## Fréquentation
De 2015 à 2023, selon les estimations de la SNCF, la fréquentation annuelle de la gare s'élève aux nombres indiqués dans le tableau ci-dessous:
| Année         | 2015      | 2016       | 2017       | 2018       | 2019       | 2020      | 2021      | 2022      | 2023      |
| ------------- | --------- | ---------- | ---------- | ---------- | ---------- | --------- | --------- | --------- | --------- |
| Fréquentation | 9 474 592 | 10 174 217 | 10 662 194 | 11 017 685 | 11 473 614 | 5 533 654 | 6 799 318 | 8 323 186 | 8 983 680 |

## Service des voyageurs

### Accueil

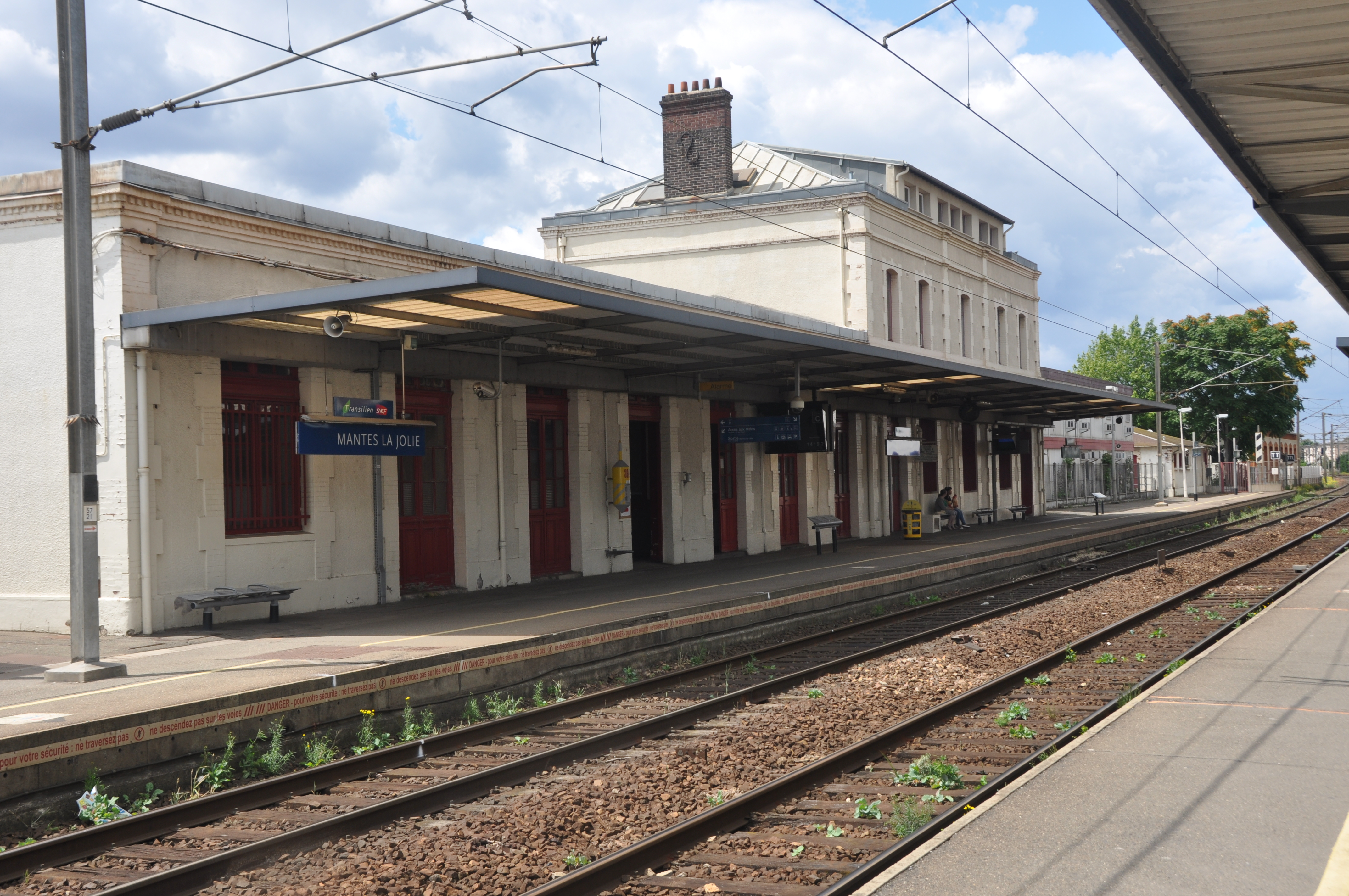
Vue du bâtiment voyageurs depuis les voies de la ligne de Paris-Saint-Lazare au Havre.

Elle est équipée de quatre quais centraux encadrés par huit voies, ainsi que de voies de service. Le changement de quai se fait par un passage souterrain et une passerelle.

### Dessertes

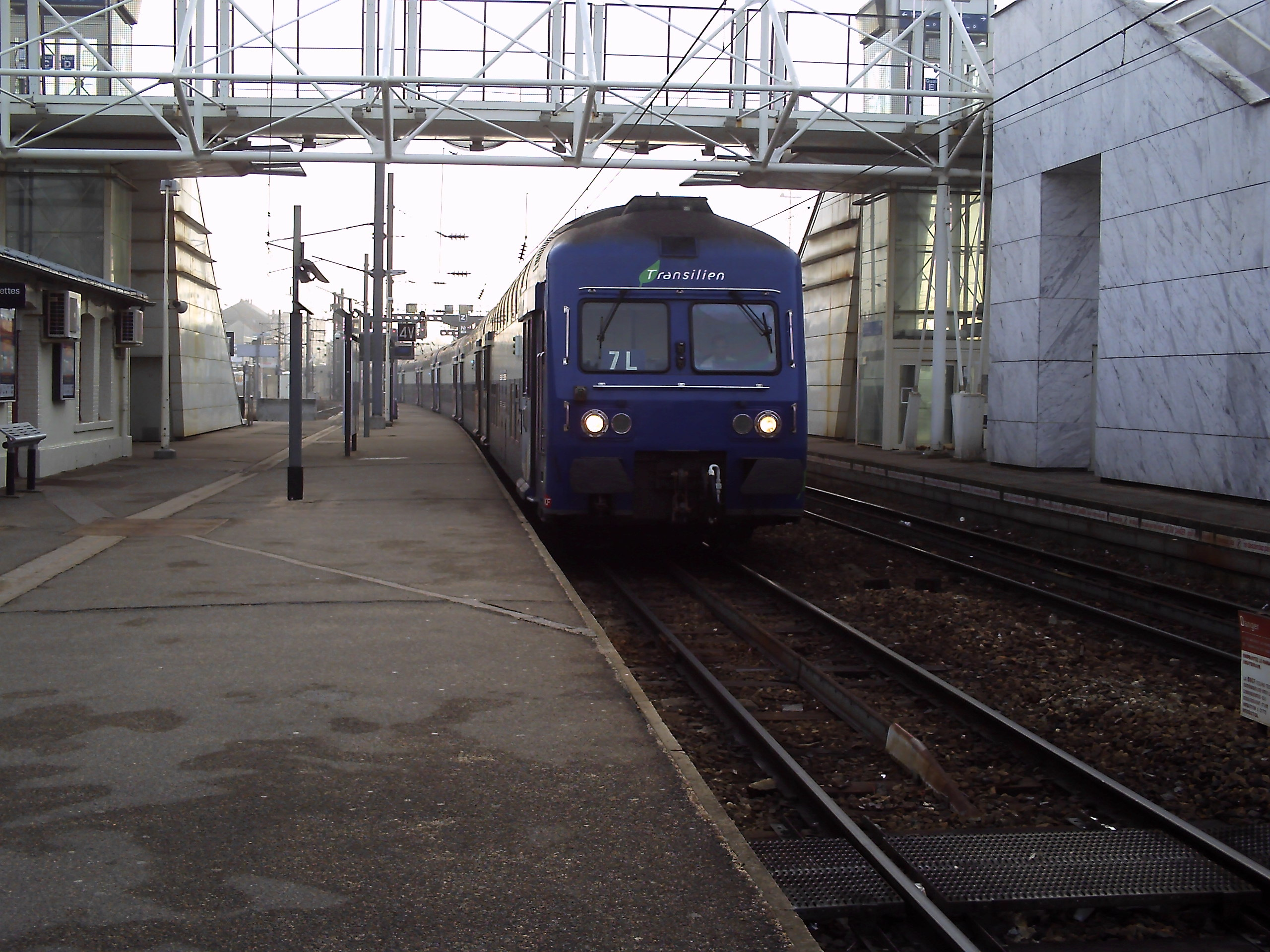
Une rame composée de VB 2N assurant la mission « MEPU » ici à son terminus.

La gare est un des terminus de la ligne N du Transilien (branche Paris – Mantes-la-Jolie), à raison d'un train toutes les 30 minutes aux heures de pointe et toutes les 60 minutes en période creuse. Le temps de trajet est d'environ une heure et neuf minutes aux heures de pointe et 1 heure et 23 minutes aux heures creuses depuis Paris-Montparnasse.
Les trains de la ligne J du Transilien desservent la gare, à raison de quatre trains par heure aux heures creuses et de six trains par heure durant les heures de pointe (depuis ou vers Conflans-Sainte-Honorine et Meulan ainsi que depuis ou vers Les Mureaux et Poissy).

### Intermodalité
La gare est desservie par les lignes 2A, 2B, 9, 15, 21, 22, 26, 88A, 88C, 90, 91, A, C, E, F, I, K, M, N, X, Z, A14 M, Soirée Mantes-la-Ville et le service de transport à la demande du réseau de bus du Mantois, par la ligne 7806 du réseau de bus Centre et Sud Yvelines, par les lignes 5116, 5234, 7808 et 7818 du réseau de bus Île-de-France Ouest, par la ligne 95-11 et le service de transport à la demande « Vexin Ouest » du réseau de bus du Vexin et, la nuit, par la ligne N151 du réseau Noctilien.

## Service des marchandises
Cette gare est ouverte au service du fret.

## Projets

### Réaménagement de la gare et transport en commun en site propre
Une convention cadre de partenariat, signée en 2009 entre les villes de Mantes-la-Jolie et de Rosny-sur-Seine afin d'aménager un écoquartier entre ces deux villes, prévoit la création d'un transport collectif en site propre (TCSP) de type bus à haut niveau de service qui devrait relier la gare de Mantes-la-Jolie à celle de Rosny-sur-Seine. Ce projet pourrait être une future ligne du réseau T Zen. En juillet 2013, le STIF approuve le financement des études pour la création du TCSP du Mantois, qui reliera sur un tracé de quatre à cinq kilomètres la gare de Mantes-la-Jolie, le quartier du Val Fourré et le futur écoquartier. Le projet comprend également le réaménagement de la gare de Mantes-la-Jolie, afin d'améliorer le fonctionnement de ce futur pôle multimodal, à l'occasion de la création de ce TSCP et du prolongement de la ligne E du RER.

### RER E
En juillet 2009, l'État confirme que la ligne E du RER sera prolongée jusqu'à la gare de Mantes-la-Jolie à l'horizon 2017, dans le cadre du projet du Grand Paris et de l'amélioration du réseau de transport francilien. Un tunnel sera construit entre l'actuel terminus Haussmann - Saint-Lazare et La Défense. Le futur prolongement de ligne E du RER sera ensuite en surface de Nanterre à Mantes-la-Jolie, en reprenant les infrastructures ferroviaires existantes de la ligne J du Transilien. Le débat public de ce projet se tient du 1er octobre 2010 au 17 décembre 2010. Selon les documents publiés à l'occasion du débat public, cette ligne devrait offrir aux Mantais six trains par heure en direction de Paris, soit un train toutes les 10 minutes. La Défense serait accessible en 38 minutes avec un train semi-direct et en 50 minutes avec un train omnibus.

### Ligne nouvelle Paris - Normandie
Au cours d'un déplacement au Havre le 16 juillet 2009, le président de la république Nicolas Sarkozy a confirmé sa volonté de construire une ligne nouvelle entre Paris et Le Havre, via Mantes-la-Jolie et Rouen. La ligne nouvelle Paris - Normandie mettra Le Havre à seulement 1 h 15 min de Paris, contre 2 h actuellement. L'option d'un tracé sud, via Mantes-la-Jolie, semble favorisée face à un tracé nord, via Cergy-Pontoise, envisagé d'avril à juin 2009.
Le projet de ligne nouvelle Paris - Normandie envisageait que les trains normands contournent la ville de Mantes, par la création de voies nouvelles. Mais ce tronçon de contournement n'est plus envisagé aujourd'hui, puisqu'une solution a été trouvée au problème de capacité en gare de Mantes. Il devrait être résolu (que la ligne nouvelle Paris - Normandie voie le jour ou pas) à horizon 2024, par la simplification des circulations grâce à la création d'un viaduc à l'ouest de la gare, dans un environnement ferroviaire et non urbain. Ce viaduc permettra à tous les trains normands de passer en gare de Mantes-la-Jolie, et à l'est de la gare, par des voies qui leur seront dédiées. En particulier, ce viaduc sera utilisé, en direction de Paris, par les trains en provenance de Caen, qui rejoindront ainsi les mêmes voies que les trains en provenance de Rouen.

## Galerie de photographies

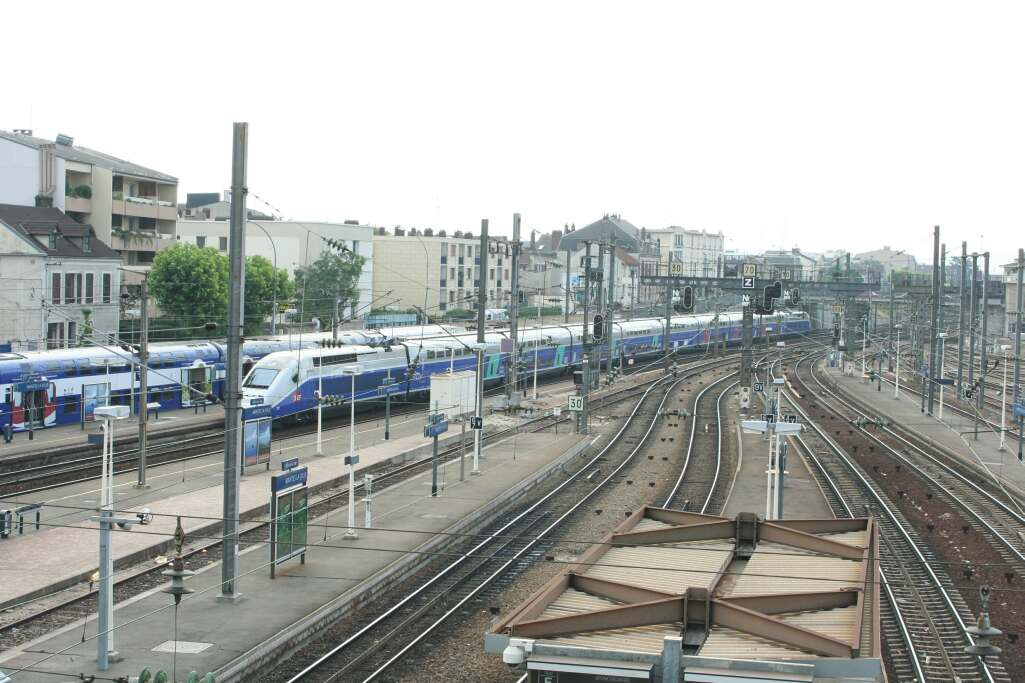
Vue vers Paris.
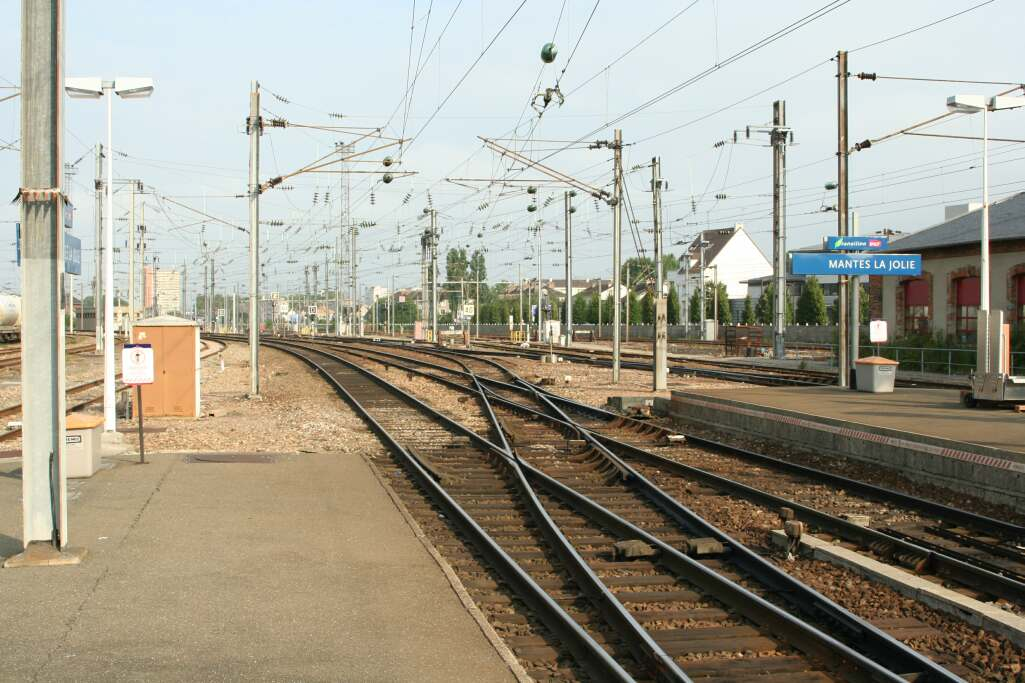
Vue vers Évreux.
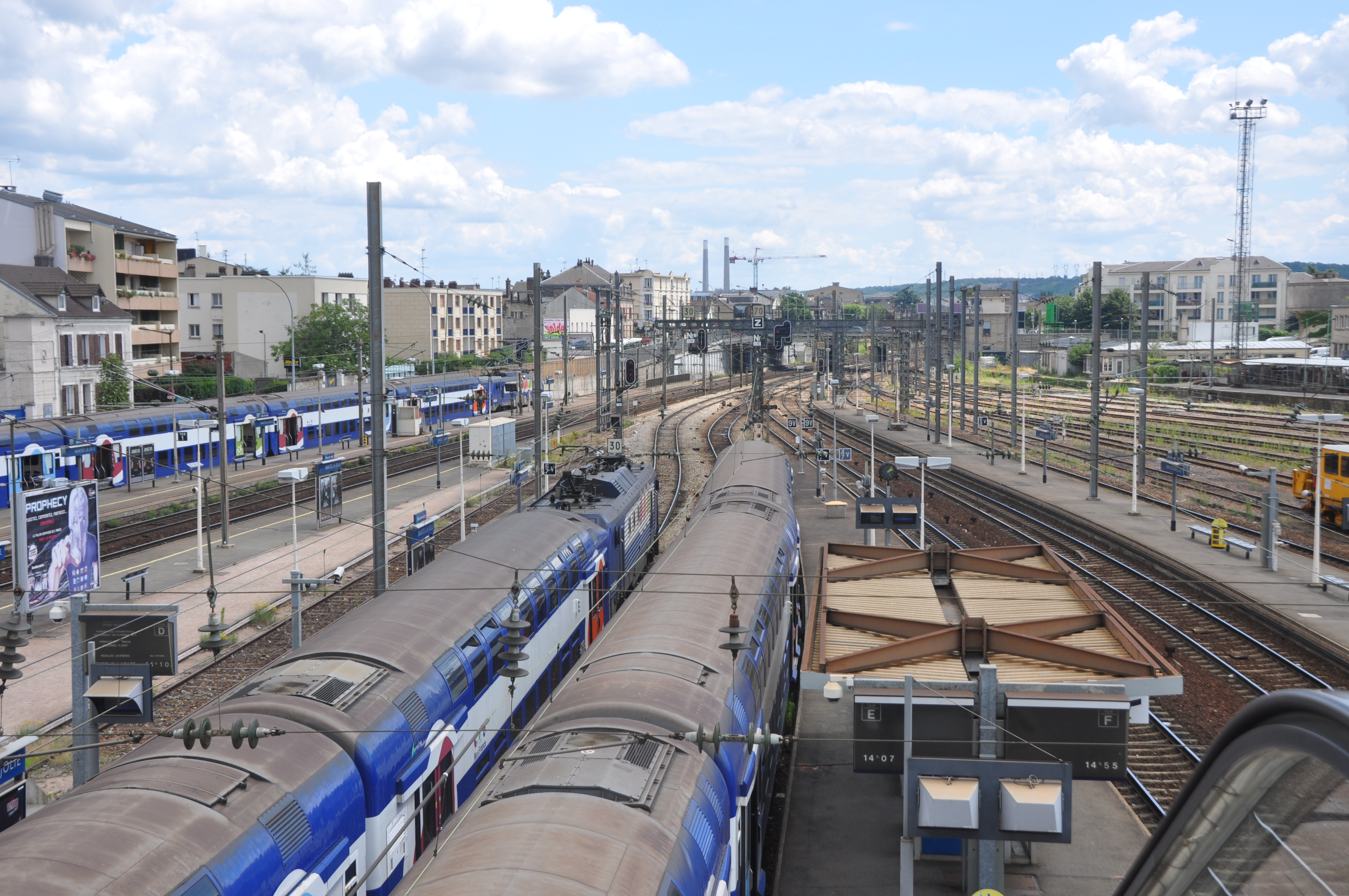
Plan large vers Paris.

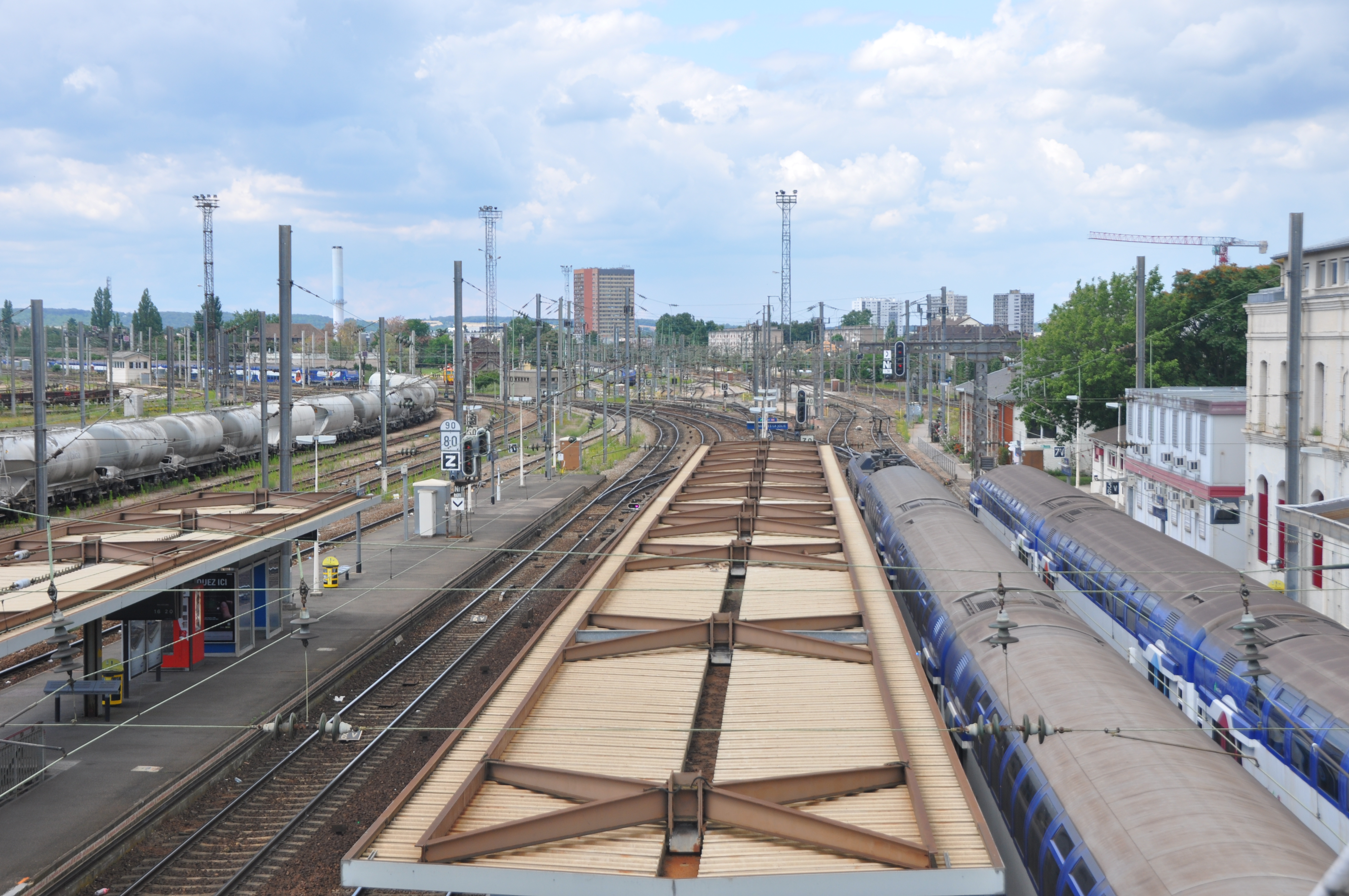
Plan large vers Cherbourg et Le Havre.
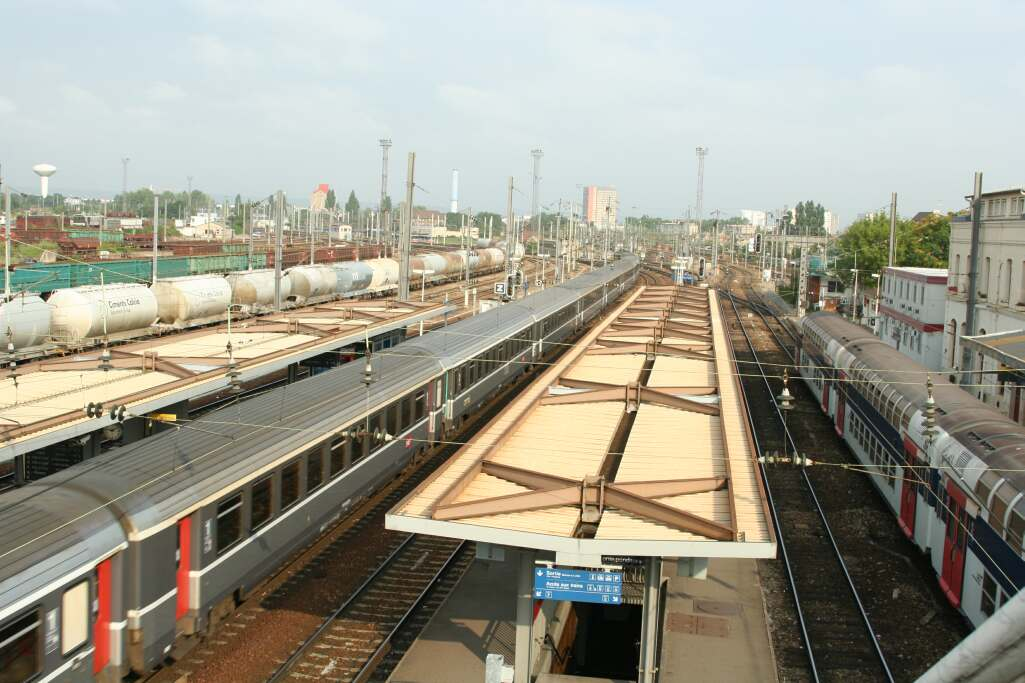
Les quais.
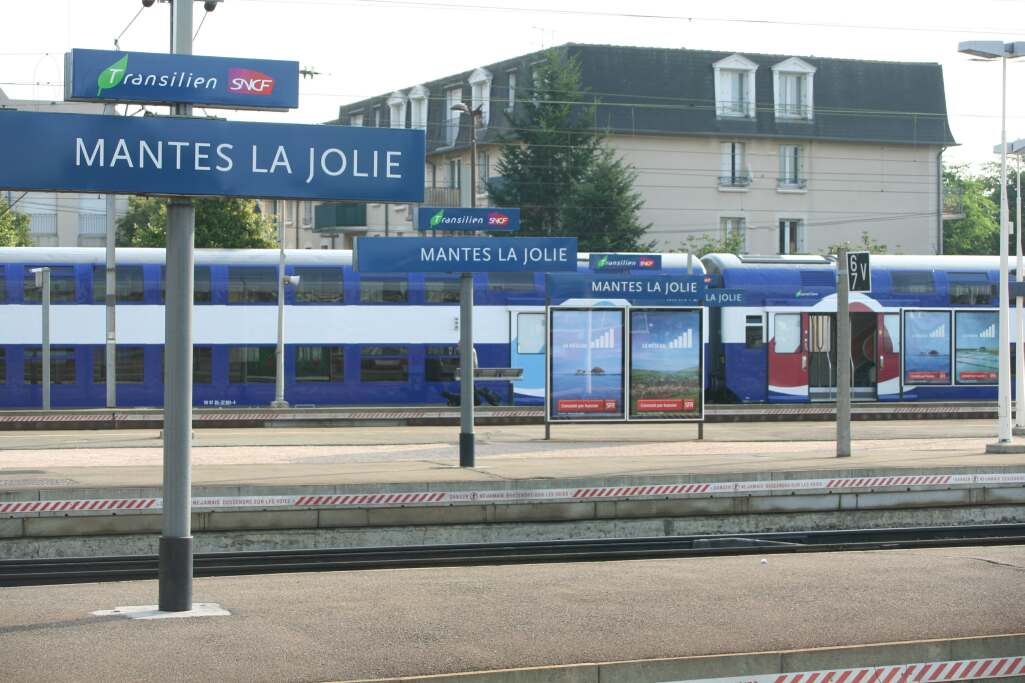
Panneaux indiquant le nom de la gare.